# Hofbräuhaus am Platzl

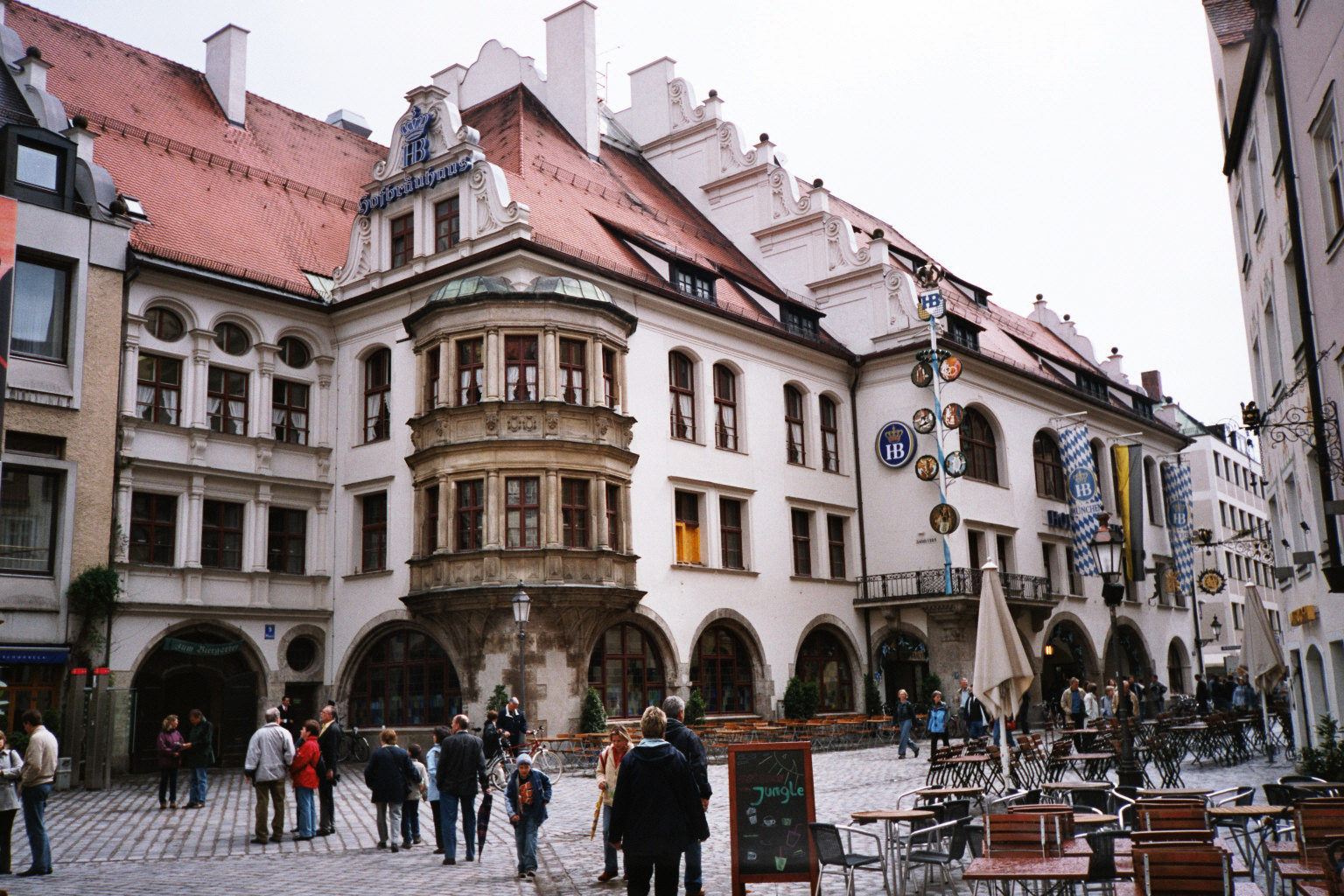
Quán bia Hofbräuhaus

Hofbräuhaus am Platzl (Nhà nấu bia cung đình tại Platzl) là một quán bán bia nổi tiếng thế giới tại München. Tòa nhà này một thời gian dài đã là trụ sở của hãng bia Hofbräu München. Quán nằm trong khu phố cổ München tại Platzl.

## Lịch sử
Wilhelm V, Công tước của Bayern ra lệnh xây một hãng bia để phục vụ cho hoàng gia và những người phục vụ trong cung vào ngày 27 tháng 9 năm 1589, tên của quán bia bắt nguồn từ đó. Mục đích của việc này là nhờ vào việc tự sản xuất bia để có thể giảm phí tổn chi tiêu của hoàng cung do trước đó phải nhập khẩu bia từ thành phố Einbeck phía bắc Đức (thuộc bang Niedersachsen ngày nay) hay phải mua từ các cơ sở sản xuất bia tư nhân. Nhà nấu bia đầu tiên được xây trong Alter Hof (Cung điện hoàng gia Cũ), loại bia được sản xuất là "bia nâu" (Braunbier), ở thành phố Nürnberg cũng còn được gọi là "bia đỏ".
Vào ngày 10 tháng 6 năm 1602 Hans Sigmund của Degenberg qua đời. Ông là người con trai cuối cùng của dòng họ bá tước Degenberger, là dòng họ có độc quyền sản xuất loại "bia trắng" (Weißbier) trong vùng Bayern. Bà góa phụ Degenberg phải tìm đến sự bảo trợ của công tước Bayern. Vì độc quyền này là do Wilhelm IV, công tước của Bayern ban cho dòng họ Degenberger nên con trai của Wilhelm là Maximilian I, tuyển hầu của Bayern, đã thu hồi độc quyền sản xuất về phần ông nhằm để có thể đơn độc thu lợi nhuận từ loại bia trắng và lệnh cho người nấu bia của Degenberger là Wolf Peter tiếp tục nấu loại bia này tại München.

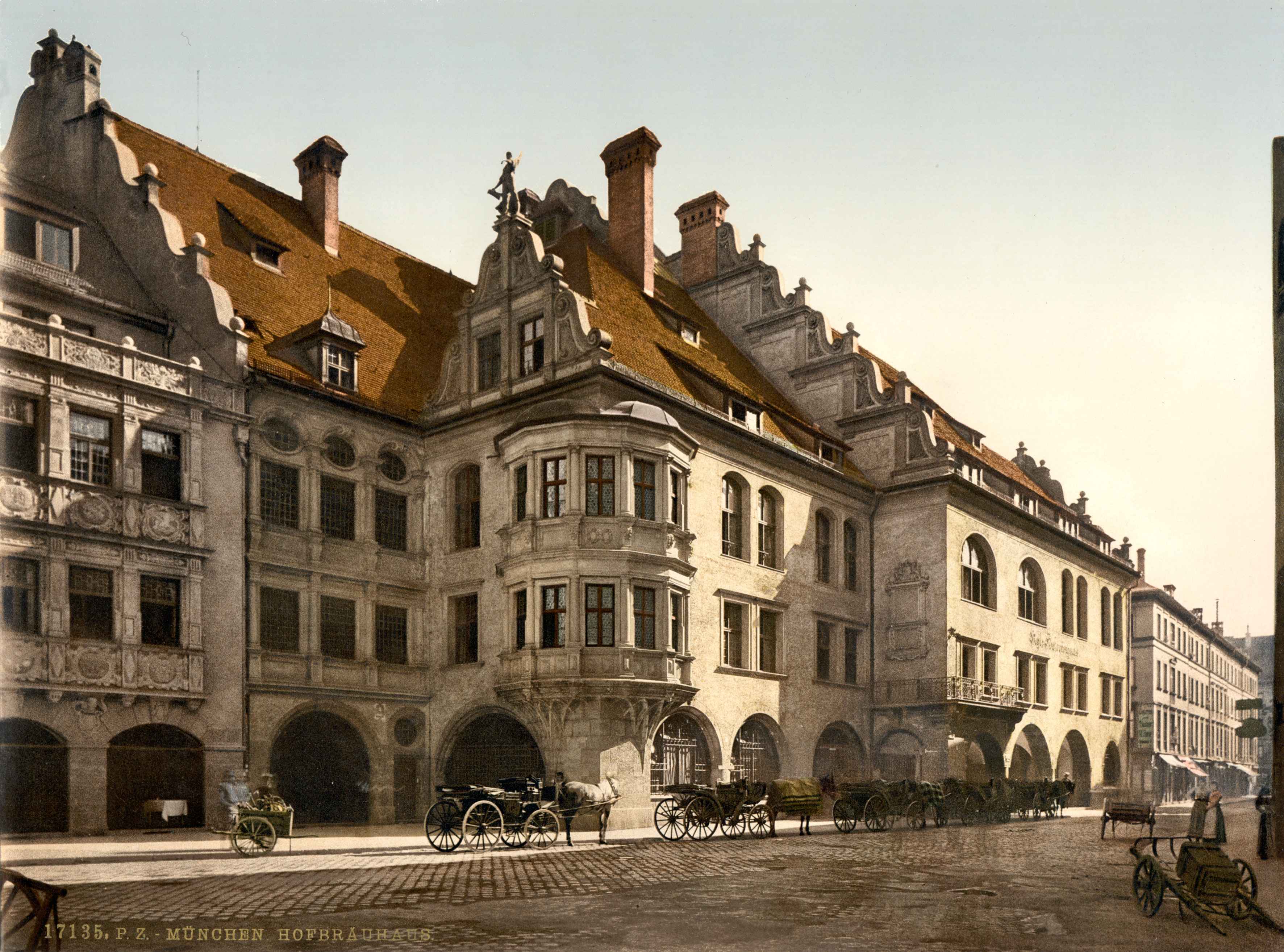
Quán bia Hofbräuhaus trên một tấm bưu thiếp vào cuối thế kỷ 19

Chẳng bao lâu sau đó, do sản lượng của nhà nấu bia cung đình không đủ cung cấp, nên đã có kế hoạch dời cơ sở sản xuất sang nơi khác. Năm 1607 ngôi nhà Hofbräuhaus mới được xây hoàn tất tại nơi mà mãi sau này mới được gọi là Platzl. Năm 1608 cơ sở sản xuất bia được dời về đấy này và sản xuất cả hai loại bia, bia nâu và bia trắng. Maximilian vốn khéo léo trong kinh doanh nên cũng thành lập nhà sản xuất trong các thành phố thuộc Bayern khác, các nhà sản xuất mà sau này cũng thường tự quảng cáo là Hofbräuhaus. Năm 1610 ông cho phép bán bia do Hofbräuhaus sản xuất cho các chủ quán bia và cho tư nhân và không lâu sau đó ông đã bắt buộc các chủ quán bia München cũng phải bán cả các loại bia do Hofbräuhaus sản xuất.
Hofbräuhaus nhanh chóng trở thành một nguồn thu nhập quan trọng cho ngân sách quốc gia Bayern. Người ta cho rằng phần lớn chi phí của Bayern cho cuộc Chiến tranh 30 năm đều xuất phát từ nguồn thu nhập này. Ít nhất là từ 30% đến phân nửa thu nhập của quốc gia Bayern thời đấy là từ lợi nhuận bán loại bia trắng.
Trong năm 1828 vua Ludwig I của Bayern cho phép được bán bia ngay trong ngôi nhà Hofbräuhaus và năm 1844 ông đã hạ thấp giá bia xuống dưới mức thông thường của thời đấy để cho giới quân nhân và công nhân cũng có khả năng uống bia.
Năm 1896, do quán bia Hofbräuhaus ngày càng được du khách ưa thích, hoàng tử nhiếp chính Luitpold quyết định dời cơ sở sản xuất về khu phố Haidhausen, mở rộng quán bia và cho xây dựng cải tạo ngôi nhà này lại theo phong cách Tân Phục Hưng. Vào ngày 22 tháng 9 năm 1897 ngôi nhà Hofbräuhaus mới, hình dáng phần lớn tương tự như ngày nay, được khánh thành. Phí tổn xây dựng cải tạo nên đến 819.000 đồng Mark vàng.

Bên trong quán bia

Trong thời kỳ của Cộng hòa Xô viết München, hội đồng quân nhân và công nhân đã tuyên bố thành lập Cộng hòa Xô viết Cộng sản vào ngày 13 tháng 4 năm 1919 trong quán bia này.
Vào ngày 24 tháng 2 năm 1920, với khoảng 2.000 người tham dự, Đảng Công nhân Quốc gia Xã hội chủ nghĩa Đức (Đức Quốc xã) được thành lập trong quán bia này. Trong buổi lễ thành lập Adolf Hitler đã tuyên bố chương trình hoạt động 25 điểm của Đảng Quốc xã Đức.
Năm 1945 quán bia Hofbräuhaus đã bị bom của quân đội Đồng minh phá hủy gần như hoàn toàn ngoại trừ tầng trệt. Nhân dịp kỷ niệm 800 năm ngày thành lập München vào năm 1958, việc tái kiến thiết và tái khai trương gian phòng lớn phía trên đã được hoàn thành. Quán bia Hofbräuhaus ngày nay bao gồm gian phòng uống bia rộng lớn tại tầng trệt có chỗ ngồi cho khoảng 1.000 người. Trong các tầng trên là một phòng lễ hội lớn cao 9 m cũng có chỗ cho khoảng 1.000 người và nhiều phòng lớn khác có chỗ tổng cộng cho khoảng 1.000 người. Sân trong có đài phun nước là nơi uống bia ngoài trời vào mùa hè.
Cho đến ngày nay quán bia Hofbräuhaus vẫn là một địa điểm thu hút du khách từ khắp nơi trên thế giới. Hằng ngày quán có đến 35.000 khách và mang lại cho nhà nước Bayern mỗi năm thu nhập đến hằng chục triệu đồng. 

## Phòng ốc

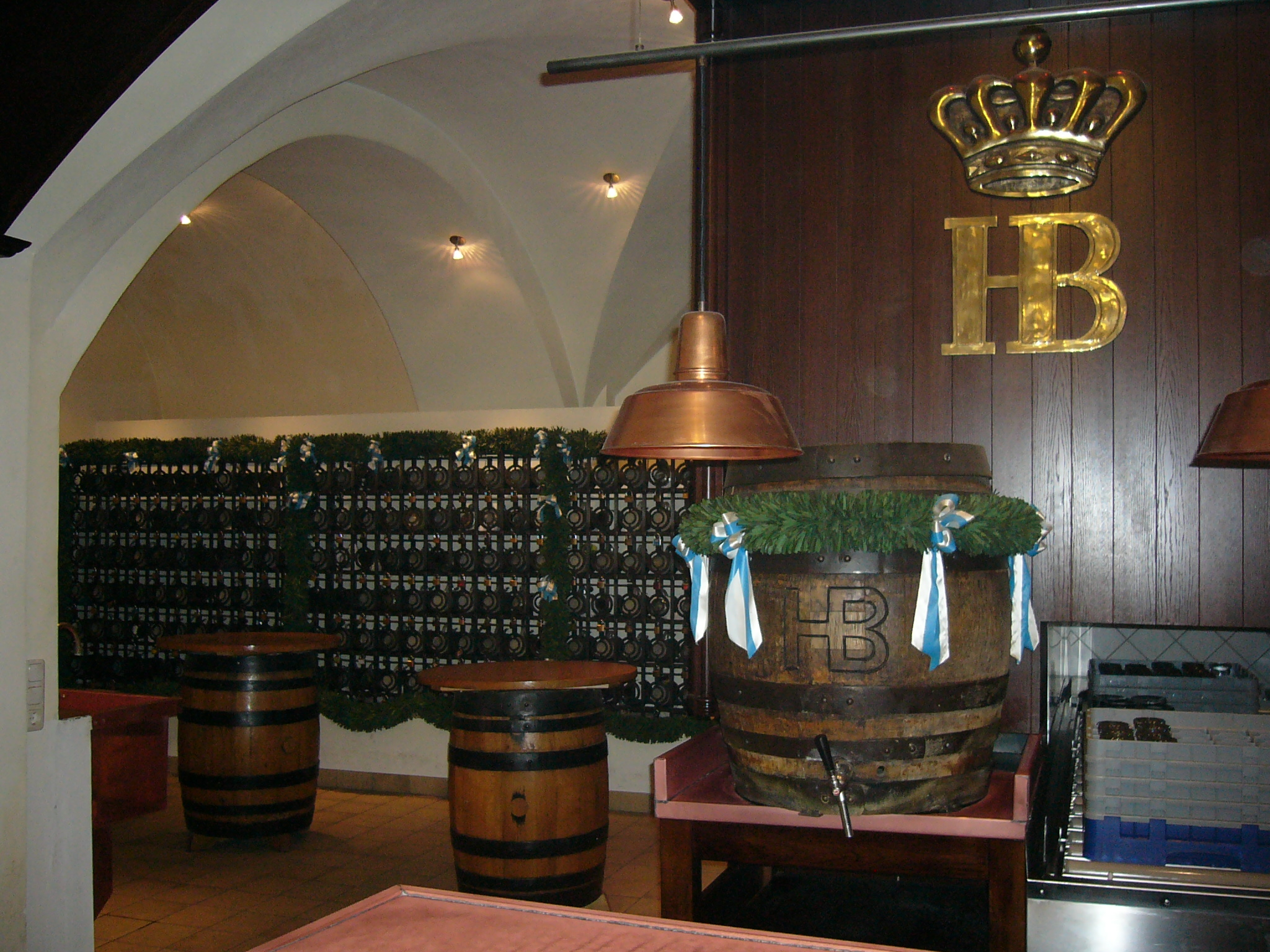
ly cá nhân

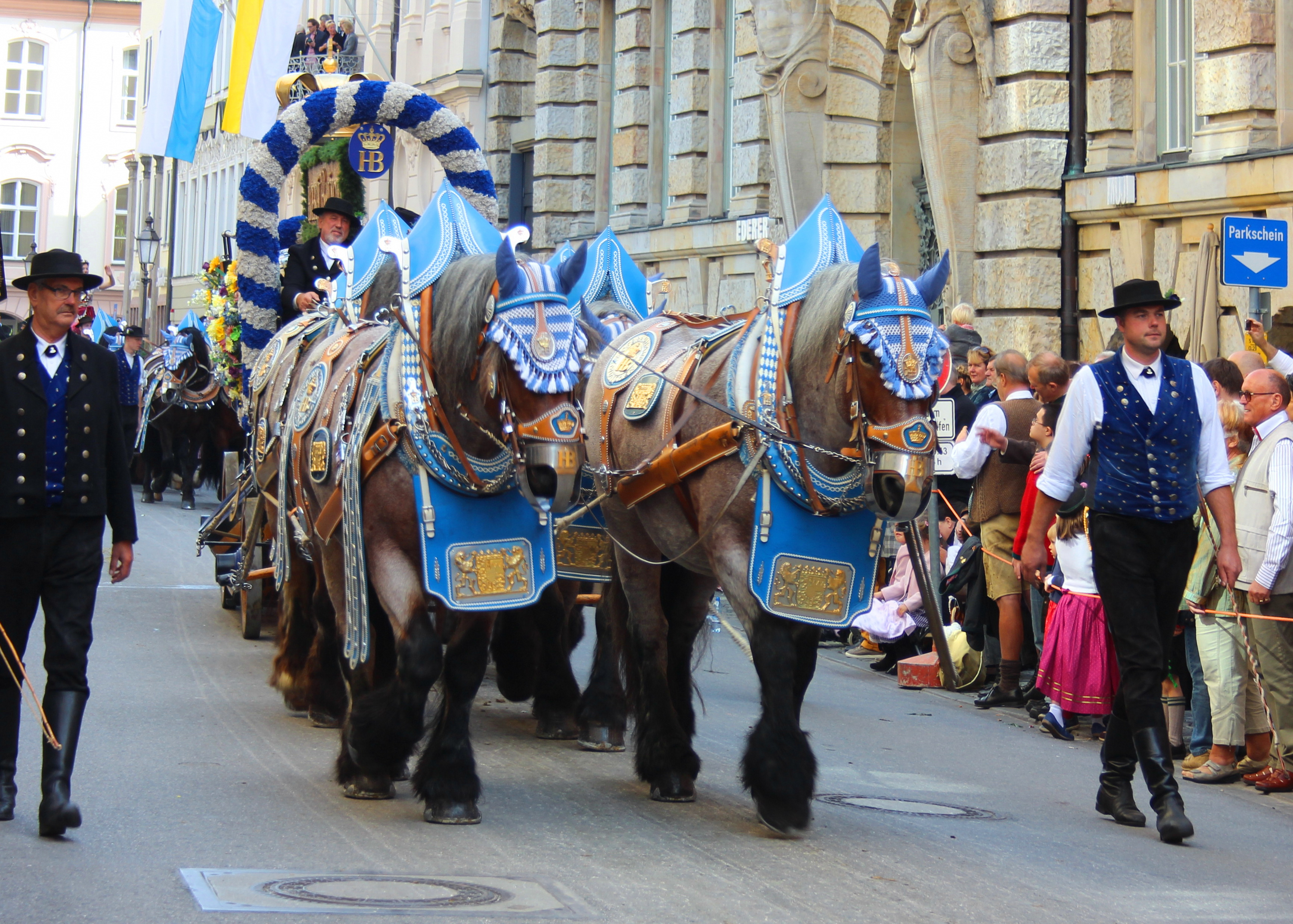
Xe ngựa hãng bia trong một cuộc diễn hành y phục cổ truyền tại München (2013)

Phòng Schwemme ở tầng trệt là một phòng bia lớn, có không khí của một lều bia ở Oktoberfest, có chỗ chứa cho 1.000 người. Có kệ cho khách tới thường xuyên để ly bia cá nhân, mà có thể khóa lại được.
Ở các lầu trên cũng có một phòng lớn cho 1.500 người, ngoài ra có các phòng nhỏ hơn để tổ chức tiệc tùng, tổng cộng lại thêm hơn 1.000 chỗ. Ngoài sân với bồn nước Sư tử (Löwenbrunnen) mùa hè được dùng làm vườn bia.